# 未来教育プロジェクト学習
未来教育プロジェクト学習 （みらいきょういくプロジェクトがくしゅう)）とは、教育学者の鈴木敏恵が「意志ある学び」を理念とし、プロジェクト学習・ポートフォリオ評価などを手法とし、設計・提唱・実践している学習方法。

## 未来教育
未来教育は「意志ある学び」の理念で鈴木敏恵が1988年から提唱している。
「人が成長するためには「意志」が必要。意志をもち自分がすることの価値や意味を知るとき、はじめて"経験"や"情報"は「生きる力」となる。プロジェクト学習とポートフォリオを両輪とし、これをかなえる哲学と戦略をそなえた学びを《未来教育》と呼ぶ。

## プロジェクト学習
学習者自身が、ビジョンをもちゴールへ向かい戦略をたて、情報を集め、自ら知を創造していく学習。現実と対座し課題を解決していくプロセスで成長していく知的手法。目標設定力、課題解決力、情報を見極める力、イメージ力、コミュニケーション力など、21世紀を生きる力、コンピテンシーを身につけることができる。
その最大の特徴は、テーマ・ゴールを明確にして取り組むことと、学習のゴールを他者に役立つ提案型アウトカムとしていることにある。人は他者へ尽くすことで最も高い「心」と「知」が引き出されるからである。

## ポートフォリオ評価
「ポートフォリオ評価」とは、ポートフォリオを活かした評価をさす。
ポートフォリオ
紙挟み、作品集、ファイルをさす。仕事や学習の成果やプロセスが入ったファイル。これにより数値などで評価できない能力・個性・その人の可能性などを見いだすことができる。教育界、看護界などで広まっている。